# Aż poleje się krew
Aż poleje się krew (ang. There Will Be Blood) – amerykański film z 2007 roku w reżyserii Paula Thomasa Andersona, powstały na podstawie powieści Oil! Uptona Sinclaira. Film zdobył osiem nominacji do Oscara, w tym za najlepszy film i scenariusz. Otrzymał dwie statuetki za najlepszą rolę męską (Daniel Day-Lewis) i zdjęcia (Robert Elswit).

## Obsada
- Daniel Day-Lewis – Daniel Plainview
- Paul Dano – Paul Sunday/Eli Sunday
- Ciarán Hinds – Fletcher Hamilton
- Kevin J. O’Connor – Henry Brands
- David Willis – Abel Sunday
- Mary Elizabeth Barrett – Fanny Clark

## Opis fabuły
Daniel Plainview (Daniel Day-Lewis) jest potentatem naftowym. Na ropę trafił przypadkowo, szukając srebra. Jest też niemającym skrupułów samotnikiem, który nienawidzi całego świata i z którym nie warto zadzierać. Poszukiwanie ropy jest niemal sensem jego życia, jest gotów znieść wszelkie upokorzenia, aby tylko zdobyć kolejny skrawek roponośnej ziemi. Jako potentat naftowy nie ma sobie równych. Silną pozycję w miasteczku ma także młodziutki przywódca religijnej wspólnoty z Kalifornii – Eli Sunday (Paul Dano). Konflikt pomiędzy obydwoma mężczyznami narasta do apokaliptycznych rozmiarów.

## Nagrody
Nagroda Akademii Filmowej
- Najlepszy aktor pierwszoplanowy – Daniel Day-Lewis
- Oscar za najlepsze zdjęcia – Robert Elswit

Złoty Glob
- Najlepszy aktor w filmie dramatycznym – Daniel Day-Lewis

58. MFF w Berlinie
- Srebrny Niedźwiedź dla najlepszego reżysera – Paul Thomas Anderson
- Srebrny Niedźwiedź za wybitne osiągnięcie artystyczne – Jonny Greenwood za najlepszą muzykę

BAFTA
- Najlepszy aktor pierwszoplanowy – Daniel Day-Lewis

Amerykańska Gildia Aktorów Filmowych
- Najlepszy aktor w roli głównej – Daniel Day-Lewis